# Горшенин, Вадим Валерьевич
Вади́м Вале́рьевич Горше́нин (род. 29 апреля 1966, Целиноград) — советский и российский журналист и медиаменеджер, председатель совета директоров холдинга интернет-ресурсов «Правда.ру».

## Биография
В 1973-1983 годах учился в школе № 13 города Андижан Узбекской ССР. С 1987 года студент факультета журналистики Московского государственного университета им. М. В. Ломоносова. В 1992 году окончил университет, получив специальность «журналист, литературный работник».

## Журналистская деятельность
С 1983 по 1984 год — корректор редакции газеты «Андижанская правда». С 1984 по 1986 год — служба в рядах ВС СССР, одновременное сотрудничество с газетами «На боевом посту» Московского округа ПВО и «На страже Родины» Ленинградского военного округа. В 1986 году — менеджер отдела сбыта андижанского завода «Электродвигатель».

### «Правда»
С 1987 по 1991 год — репортёр молодёжной приёмной, в 1991 году — корреспондент отдела образования газеты «Правда». С 1992 по 1993 год — корреспондент, руководитель молодёжного корреспондентского пункта при секретариате газеты «Правда». С 1994 по 1998 год — член правления, член совета директоров ЗАО «Редакция газеты „Правда“» (главный редактор — Виктор Линник). С 1998 года заместитель генерального директора ЗАО «Редакция газеты „Правда“».

### Интернет-холдинг
В январе 1999 года основал первое в России электронное периодическое издание «Правда On-line», в 2003 году преобразованное в Правда.ру, не имеющее организационной связи с редакцией газеты «Правда». Являлся его главным редактором, а в августе 2004 года на совете директоров ЗАО «Правда.ру» был избран председателем совета директоров.
В интернет-холдинг Горшенина «Правда.ру», кроме одноимённого издания, входят Политонлайн.ру, Yoki.Ru, Электорат. Инфо, MedPulse, Bigness.Ru, Большой Кавказ, FunReports.Com и другие общественно-политические и информационно-развлекательные ресурсы. Холдинг строится, как правило, на основе выделения из состава «Правды.ру» новых проектов. Совокупная посещаемость сайтов холдинга около пяти миллионов уникальных посетителей в месяц.
21 апреля 2008 года Горшенину было вручено благодарственное письмо Сергея Собянина, руководителя избирательного штаба кандидата на должность президента России Дмитрия Медведева, за активное участие в соответствующей избирательной кампании. Горшенин в связи с этим заявил, что для него честь работать в избирательном штабе Медведева, поскольку это была работа на обеспечение преемственности власти.
В мае 2016 года Горшенин включён в санкционный список Украины в числе 17 руководителей российских СМИ.

## Общественная деятельность
- Заместитель председателя Общественного совета при Главном управлении МВД России по городу Москве.[7];
- Член Общественного совета в Управлении Федеральной службы судебных приставов по городу Москве;
- Член Президиума Общероссийской общественной организации «Офицеры России»[8];
- Председатель Общественной наблюдательной комиссии г. Москвы четвертого созыва[9]

### Правозащитная деятельность
В 2016 году избран председателем Общественной наблюдательной комиссии (ОНК) Москвы. Его избрание вызвало критику со стороны правозащитников В. Борщева и Л. Волковой, выразивших сомнение в независимости состава. Волкова также подала жалобу в Общественную коллегию по жалобам на прессу, но жалоба была снята.
Несмотря на конфликты, Горшенин и его оппоненты впоследствии участвовали в совместных мероприятиях, включая отчёты и круглые столы ОНК.
В 2018 году направил мэру Москвы письмо с предложением вынести СИЗО за пределы города и подключить их к медсистеме. Член СПЧ Андрей Бабушкин оценил работу комиссии как одну из лучших в стране.
Комиссия провела ряд правозащитных проектов:
- запуск телемедицины в СИЗО[16][17];
- внедрение видеосвязи между заключёнными и адвокатами[18];
- совместные проверки с омбудсменами[19][20];
- участие в аттестации руководства столичной полиции[21].

По итогам работы предложил ввести публичную ежегодную переаттестацию членов ОНК.